# 사마엘
사마엘(히브리어: סמאל)은 탈무드에 등장하는 대천사이다. 제5천의 천사장이다. 탈무드에서 매우 비중 있게 다뤄지지만 유대교의 일부 전승에서는 사마엘을 카마엘과 혼동한 것으로 보인다.
사마엘은 카마엘이 아니며 이들은 별개의 천사이다. 사마엘은 사리엘과 혼동되곤 하나 이 또한 다른 천사이며, 사마엘은 곧 사탄이나 루키페르를 뜻한다. 곧, 사마엘은 사탄의 지칭어이다. 사탄의 이름들 중 여러 가지 이름이 있는데 사마엘은 보통 죽음을 불러오는 천사,(죽음의 천사인 아즈라엘과 혼동되기도 하나 이들도 별개이다, 다만 아즈라엘과 사리엘은 매우 유사한 분류이며 한 존재의 통칭이고, 다른 종교 상에서는 그림 리퍼나 저승사자를 의미하기도 한다. 즉 천사는 사물이나 존재의 본질적 원형이므로 비슷한 유사성을 갖춘 것은 동일한 존재본질 일 수 있다.) 사마엘은 개중 뱀과 관련된 사망의 천사, 혹은 사탄 중 오래된 뱀을 뜻한다. 천사적 별칭은 매우 많으며, 개중 옳은 것들은 특별한 힘을 보유하는데, 이를 인장(탈리스만)이라 한다. 혹은 angelic script writing(천사적 상징 기호)를 써서 힘을 발휘할 수도 있는데,이는 룬 문자 상징 체계와 같은 마법적 언어이다.

## 개요
그 이름은 신의 독(毒), 신의 악의(惡意)라는 의미를 가진다. 붉은 뱀으로 불리는 경우도 있다.
사마엘은 수수께끼가 많아서, 원래는 로마의 수호천사, 화성의 천사, 에덴 동산에 살고 있던 뱀 등의 여러 가지 설이 있다. 그 때문에 카마엘, 사탄과 동일시되는 경우도 있다.
유대교에서는 모세의 혼을 천국에 운반하다가 실패했던 때에 모세의 지팡이에 얻어 맞아서, 사마엘의 눈은 찌부러져서 눈이 멀게 됐다고 전해진다. 일설에서는 사탄(루시펠)에 필적할 정도의 강력한 힘을 가진 마왕으로도 알려져있다. 또, 12개의 날개를 가지고 있어서 루시퍼와 동일시되는 경우도 있다.
구약성서의 창세기에 의하면, 뱀이 이브에게 지혜의 나무의 과실에 대해 알려줘서 이브와 아담은 그 과실을 먹게 된다. 그 때문에 창조주인 신이 뱀에게 저주를 내리고 인간에게 삶의 고통과 유한한 삶을 주어서 인간은 죽음에서 벗어날 수 없게 됐다고 적혀있다. 카발라에 의하면, 이 뱀이 사마엘이라고 한다.
바르크 묵시록에서는 사마엘이 에덴 동산에 포도 나무를 심었다고 한다. 이에 신은 분노하여 사마엘과 그가 심었던 포도 나무를 저주하며 아담이 만지는 것을 금했으나, 이에 화가 난 사마엘은 포도를 이용하여 아담을 꾀었다.

## 같이 보기
- 아자젤